# Sơn Cẩm
Sơn Cẩm là một xã thuộc thành phố Thái Nguyên, tỉnh Thái Nguyên, Việt Nam.

## Địa lý
Xã Sơn Cẩm nằm ở phía bắc thành phố Thái Nguyên, cách trung tâm thành phố 6 km về phía bắc, có vị trí địa lý:
- Phía đông giáp xã Cao Ngạn với ranh giới là sông Cầu
- Phía tây giáp huyện Phú Lương
- Phía nam giáp huyện Đại Từ, các phường Quan Triều, Tân Long và xã Phúc Hà
- Phía bắc giáp huyện Đồng Hỷ và huyện Phú Lương.

Xã Sơn Cẩm có diện tích 16,90 km², dân số năm 2016 là 13.206 người, mật độ dân số đạt 781 người/km².
Đất đai trên địa bàn xã gồm có đất phù sa không được bồi, đất phù sa ngòi suối, đất đỏ vàng, đất nâu vàng trên phù sa cổ, đất vàng nhạt trên đá cát. Địa hình nói chung khá bằng phẳng mặc dù cũng có một vài ngọn núi, trong đó lớn nhất là núi Sơn Cẩm nằm ven quốc lộ 3.
Ngoài dòng chính của sông Cầu, một phụ lưu của sông Cầu là sông Đu cũng chảy qua địa bàn xã Sơn Cẩm và chia xã thành hai phần theo chiều đông - tây. Sông Đu hợp lưu với sông Cầu tại địa bàn xã Sơn Cẩm. Bên cạnh đó, suối Phượng Hoàng, một phụ lưu nhỏ của sông Cầu tạo thành ranh giới tự nhiên giữa Sơn Cẩm với xã An Khánh (huyện Đại Từ).

## Lịch sử
Tổng Sơn Cẩm thuộc phủ Phú Lương từ thời nhà Lý, gồm có sáu xã là: Sơn Cẩm, Cao Ngạn, Quan Triều, Hộ Hiểu, Vô Tranh, Phú Cơ và một phường là Thủy Cơ. Trước cách mạng tháng 8, tổng Sơn Cẩm gồm có ba xã. Sau cách mạng tháng 8, huyện Phú Lương bao gồm 12 xã, trong đó có xã Sơn Cẩm.
Ngày 19 tháng 10 năm 1962, xóm Tân Long của xã Sơn Cẩm được sáp nhập vào thành phố Thái Nguyên.
Ngày 18 tháng 8 năm 2017, toàn bộ diện tích và dân số của xã Sơn Cẩm được sáp nhập vào thành phố Thái Nguyên.
Đến năm 2019, xã Sơn Cẩm được chia thành 19 xóm: Cao Sơn 1, Cao Sơn 2, Cao Sơn 3, Cao Sơn 4, Cao Sơn 5, xóm 6, xóm 7, xóm 8, Bến Giềng, Đồng Danh, Đồng Xe, Sơn Cẩm, Thanh Trà 1, Thanh Trà 2, Hiệp Lực, Quang Trung 1, Quang Trung 2, Táo 1, Táo 2.
Ngày 11 tháng 12 năm 2019, sáp nhập hai xóm Táo 1 và Táo 2 thành xóm Táo, sáp nhập hai xóm Quang Trung 1 và Quang Trung 2 thành xóm Quang Trung, sáp nhập xóm Cao Sơn 4 vào hai xóm Cao Sơn 3 và Cao Sơn 5.

## Hành chính
Xã Sơn Cẩm được chia thành 16 xóm: Cao Sơn 1, Cao Sơn 2, Cao Sơn 3, Cao Sơn 5, xóm 6, xóm 7, xóm 8, Bến Giềng, Đồng Danh, Đồng Xe, Sơn Cẩm, Thanh Trà 1, Thanh Trà 2, Hiệp Lực, Quang Trung, Táo.

## Kinh tế - xã hội

### Kinh tế
Xã Sơn Cẩm có nền kinh tế tương đối phát triển hơn so với các xã khác Ở thành phố Thái Nguyên, nằm gần mỏ than Khánh Hòa và mỏ than Bá Sơn. Nhiều người dân trong xã làm việc tại các mỏ than này, tuy nhiên các mỏ than cũng gây ra một số hậu quả như ô nhiễm môi trường, sụt lún nhà cửa hay sụt giảm mạch nước ngầm. Trên địa bàn xã cũng có nhà máy luyện cốc Sơn Cẩm.

### Giáo dục
Xã Sơn Cẩm có 3 trường tiểu học. Trường tiểu học Sơn Cẩm 1 nằm ven quốc lộ 3 thuộc phía tây nam của xã, trường tiểu học Sơn Cẩm 2 nằm tại phía bắc và học sinh chủ yếu là tại các xóm phía bắc của sông Đu, trường tiểu học Sơn Cẩm 3 từng là trường tiểu học của mỏ than Khánh Hòa và nằm hơn về phía tây nam của xã. Xã Sơn Cẩm có hai trường trung học cơ sở Sơn Cẩm 1 và 2 nằm sát các trường tiểu học Sơn Cẩm 1 và 2.
Trường Trung học Phổ thông Khánh Hòa nằm trên địa bàn xã Sơn Cẩm, đây từng là trường trung học của mỏ than Khánh Hòa và hiện nay là trường trung học phổ thông duy nhất tại khu vực phía bắc của  Thái Nguyên.
Trường cao đẳng công nghiệp Thái Nguyên cũng nằm trên địa bàn xã Sơn Cẩm, bên quốc lộ 1B mới thuộc phía đông nam của xã. Trường Phân hiệu đào tạo Việt Bắc của Tập đoàn Than và Khoáng sản Việt Nam cũng nằm trên địa bàn xã Sơn Cẩm.

## Giao thông
Trên địa bàn xã Sơn Cẩm có tuyến quốc lộ 3 và tuyến quốc lộ 1B mới chạy qua. Dòng sông Cầu trên địa bàn ít được khai thác tiềm năng về vận chuyển đường thủy. Hai phần tách biệt của xã bởi sông Đu được nối liền bằng cầu Bến Giềng. Tuyến đường sắt Quan Triều - Núi Hồng chuyên chở khoáng sản cũng chạy qua địa bàn xã, chạy song song với tuyến quốc lộ 3 và tuyến cao tốc Hà Nội - Thái Nguyên và tiền cao tốc thái nguyên  - Chợ Mới.